# Alfred Kubel
 (juillet 2022).
Si vous disposez d'ouvrages ou d'articles de référence ou si vous connaissez des sites web de qualité traitant du thème abordé ici, merci de compléter l'article en donnant les références utiles à sa vérifiabilité et en les liant à la section « Notes et références ».
Alfred Kubel, né le 25 mai 1909 à Brunswick et mort le 22 mai 1999 à Bad Pyrmont, est un homme politique allemand membre du Parti social-démocrate d'Allemagne (SPD).
Il est le dernier ministre-président de l'État libre de Brunswick, en 1946, et ministre-président de Basse-Saxe entre 1970 et 1976.

## Biographie

### Avant la Seconde Guerre: un commercial et un résistant
En 1924, il rejoint le mouvement ouvrier socialiste et suit une formation commerciale dans une fabrique de boîtes de conserve jusqu'en 1927. Parallèlement, il se forme au métier de droguiste. Il rejoint la Ligue militante socialiste internationale (ISK) en 1926.
Assistant commercial entre 1927 et 1929, il reprend deux années de formation commerciale, puis devient en 1931 manœuvre chez Voigtländer à Brunswick. Il est rapidement promu agent technico-commercial, un poste qu'il occupe jusqu'en 1933.
Il déménage à Berlin en 1934, alors qu'il rejoint la résistance allemande au nazisme. Jusqu'en 1937, il est salarié dans une usine de caoutchouc, d'abord en tant que mandataire commercial, puis comme fondé de pouvoir.
Cette année-là, il est condamné à un an de prison pour activités illégales, après avoir été arrêté par la Gestapo. Enrôlé en 1944 dans la Volkssturm, il déserte.

### Chef d'entreprise
Il devient en avril 1945 directeur de la société Braunschweig GmbH, puis rejoint deux mois plus tard Deutschen Asphalt AG, où il est directeur général.

### Ministre-président de Brunswick
Le 7 avril 1946, les autorités britanniques d'occupation le choisissent, à 36 ans, comme ministre-président de l'État libre de Brunswick. Il prend la tête d'une alliance entre le Parti social-démocrate d'Allemagne, dont il est désormais membre, l'Union chrétienne-démocrate d'Allemagne (CDU) et le Parti communiste d'Allemagne (KPD).
Il est relevé de ses fonctions dès le 23 novembre, avec la création du Land de Basse-Saxe.

### Ministre de l'Économie
Nommé deux jours plus tard ministre de l'Économie dans le cabinet du social-démocrate Hinrich Wilhelm Kopf, il entre au Landtag provisoire le 9 novembre. Lors des élections du 20 avril 1947, il est effectivement élu député régional au scrutin de liste, après quoi il est reconduit au gouvernement le 11 juin, au poste de ministre de l'Économie et des Transports.
Le 9 juin 1948, Kopf doit constituer son troisième exécutif, dans lequel Kubel devient ministre du Travail, de la Reconstruction et de la Santé. Il retrouve le ministère de l'Économie et des Transports dès le 23 août 1950. Au cours des élections du 6 mai 1951, il se fait élire dans la 34e circonscription. Il est choisi le 13 juin suivant comme nouveau ministre des Finances.
Le scrutin parlementaire qui se tient le 24 avril 1955 voit sa défaite dans sa circonscription. Il doit donc attendre septembre et le décès d'un autre élu social-démocrate pour faire son retour au Parlement régional. À cette époque, le SPD siège dans l'opposition. Finalement, Heinrich Hellwege fait appel à cette formation afin de rester majoritaire, et Alfred Kubel retrouve son ancien poste de ministre de l'Économie et des Transports le 19 novembre 1957.

### Une carrière plus stable
Il retrouve un siège au scrutin uninominal lors des élections du 19 avril 1959 en l'emportant dans la 18e circonscription. Hinrich Wilhelm Kopf constitue le 12 mai suivant sa cinquième équipe ministérielle, au sein de laquelle Kubel occupe désormais les fonctions de ministre de l'Alimentation, de l'Agriculture et des Forêts. Il est maintenu par le successeur de Kopf, Georg Diederichs, quand celui-ci arrive au pouvoir en décembre 1961.
Les élections du 19 mai 1963, au cours desquelles il garde sa circonscription, assurent une nouvelle majorité à Diederichs, qui le confirme à son poste. Toutefois, le 19 mai 1965, une « grande coalition » doit être constituée. Dix ans après, Alfred Kubel retrouve donc le ministère des Finances. Cette alliance reste au pouvoir à l'issue du scrutin du 4 juin 1967, qui le voit réélu puis reconduit au gouvernement.

### Ministre-président de Basse-Saxe

#### La première majorité absolue de Basse-Saxe
Finalement, la majorité explose et des élections anticipées d'un an sont convoquées le 14 juin 1970. À cette occasion, le SPD change de chef de file. Alfred Kubel, âgé de 61 ans, est choisi pour prendre la suite de Diederichs.
Sous sa direction, les sociaux-démocrates totalisent 46,3 % des voix. Il faudra attendre 1998 pour qu'un tel résultat soit dépassé. En conséquence, sa formation obtient 75 députés sur 149, un de plus que la CDU ; c'est la première fois dans l'histoire de la Basse-Saxe qu'un parti obtient une majorité absolue au Landtag. Le 8 juillet, il est investi ministre-président et constitue alors son premier exécutif.

#### Une courte majorité sociale-libérale
L'élection qui se tient le 9 juin 1974 se révèle bien plus complexe. Alors que le SPD recule à 43,1 % et 67 députés, les chrétiens-démocrates montent jusqu'à 48,8 % et 77 élus. Ils ne sont qu'à un siège de la majorité absolue, mais Kubel assure son maintien au pouvoir grâce à la constitution d'une « coalition sociale-libérale » avec le Parti libéral-démocrate (FDP), qui compte 7,1 % des suffrages et 11 parlementaires. Ainsi est-il investi pour un second mandat le 10 juillet, avec une voix d'avance.
Le 1er novembre suivant, il prend pour un an la présidence tournante du Conseil fédéral.

#### Un retrait chaotique
Dans l'accord de coalition, il est prévu qu'au milieu de la législature s'opère un changement de génération à la direction de l'exécutif. Le SPD convient de choisir entre le ministre des Finances Helmut Kasimier et le ministre des Affaires sociales Helmut Greulich, et le FDP de soutenir son choix. Bien qu'ayant envisagé de faire appel à Karl Ravens, les sociaux-démocrates décident d'investir Kasimier, prenant notamment acte de la grave maladie qui frappe Greulich au moment du choix.
Malheureusement pour lui, le 14 janvier 1976 le candidat du gouvernement échoue à remporter le nombre de voix de sa propre majorité. Il perd également au deuxième tour, le lendemain. Le troisième tour, qui se tient en février, voit le chrétien-démocrate Ernst Albrecht l'emporter grâce aux divisions de la coalition au pouvoir.

### Après la politique
Après cet incident politique, Kubel se retire de la vie politique, quittant le Landtag quelques semaines plus tard et la direction régionale du parti en 1979. Il rejoint ensuite le monde universitaire.
Il meurt à trois jours de son quatre-vingt-dixième anniversaire, des suites de la maladie de Parkinson.

### Vie privée
Il s'est marié deux fois et a eu deux filles de son premier mariage.